# Andreas Lund
Andreas Lund (Kristiansand, 7 mei 1975) is een voormalig betaald voetballer uit Noorwegen die speelde als aanvaller. Hij speelde jarenlang voor Molde FK en beëindigde zijn loopbaan in 2001 bij Wimbledon FC.

## Interlandcarrière
Lund nam in 1998 met Jong Noorwegen deel aan de EK-eindronde U21 in Roemenië. Daar eindigde de ploeg onder leiding van bondscoach Nils Johan Semb op de derde plaats na een 2-0-overwinning in de troostfinale op Nederland.
Onder leiding van de tot bondscoach gepromoveerde Semb maakte Lund zijn debuut voor het Noors voetbalelftal op 20 mei 1999 in het oefenduel tegen Jamaica (6-0) in Oslo, net als Trond Andersen. Hij viel in dat duel na 77 minuten in voor aanvaller Tore André Flo, en maakte in de slotminuut de zesde en laatste treffer van de thuisploeg. Lund speelde in totaal acht interlands en scoorde vier keer voor zijn vaderland.